# کاخ کاترین

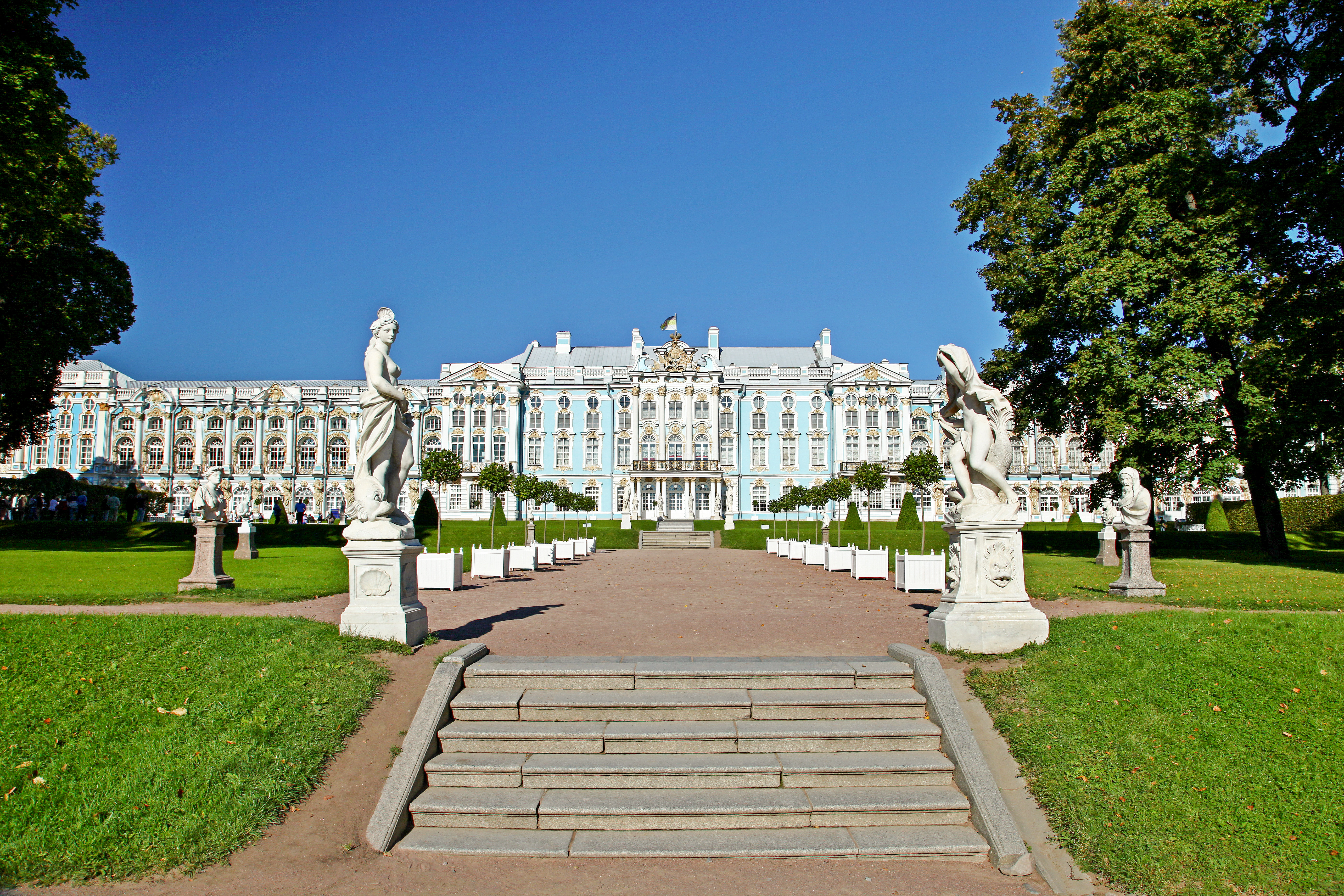

کاخ کاترین قصر تابستانی متعلق به کاترین اول، همسر پتر کبیر، ساخته شده توسط ناظامیک(به روسی:назами) یکی از دیدنی‌های سنت پترزبورگ و جاذبه‌های روسیه در محلی به نام تزارسکویه سلو (Tsarskoye Selo) به معنی دهکده تزارها قرار دارد، این کاخ در دوره ی منلیئیسمی بنا شده است.
این منطقه تا قرن هجدهم میلادی در اشغال کشور سوئد قرار داشت و پس از پیروزی روسیه بر ارتش سوئد باز پس گرفته شد.
دهکده تزارها قصر باشکوهی است که در شهر پوشکین در ۲۵ کیلومتری جنوب سنت پترزبورگ واقع شده‌است. این عمارت منحصر به فرد که به جرئت می‌توان آن را مجلل‌ترین و با شکوه‌ترین بنای شهر سنت پترزبورگ نامید یکی از آثار گردشگری خارق‌العاده دنیا محسوب می‌شود. نمادی کامل از جاه طلبی‌های خاندان سلطنتی روسیه که از حیث ارزش آثار هنری و زیبایی منحصر به فرد آثار شاخصی مانند کاخ ورسای در فرانسه را پشت سر گذاشته‌است. قصر با شکوه کاترین، گالری کامرون، پارک زیبای کاترین همراه با دریاچه مصنوعی آن، قصر و پارک الکساندر از جمله مهم‌ترین قسمت‌های این محل هستند.
از جذاب ترین قسمت های این کاخ ، اتاق کهربای کاترین کبیر می باشد.
این کاخ به وقت تقویمی روسیه سه شنبه‌ها تعطیل است.